# (43998) Nanyoshino
(43998) Nanyoshino est un astéroïde de la ceinture principale.

## Description
(43998) Nanyoshino est un astéroïde de la ceinture principale. Il fut découvert le 28 août 1997 à Nanyo par Tomimaru Okuni. Il présente une orbite caractérisée par un demi-grand axe de 3,16 UA, une excentricité de 0,20 et une inclinaison de 16,4° par rapport à l'écliptique.

## Compléments